# Municipio de Girard (Míchigan)
El municipio de Girard (en inglés: Girard Township) es un municipio ubicado en el condado de Branch en el estado estadounidense de Míchigan. En el año 2010 tenía una población de 1780 habitantes y una densidad poblacional de 19,01 personas por km².

## Geografía
El municipio de Girard se encuentra ubicado en las coordenadas 42°2′5″N 85°0′53″O / 42.03472, -85.01472. Según la Oficina del Censo de los Estados Unidos, el municipio tiene una superficie total de 93.65 km², de la cual 90,79 km² corresponden a tierra firme y (3,05 %) 2,86 km² es agua.

## Demografía
Según el censo de 2010, había 1780 personas residiendo en el municipio de Girard. La densidad de población era de 19,01 hab./km². De los 1780 habitantes, el municipio de Girard estaba compuesto por el 96,85 % blancos, el 0,22 % eran afroamericanos, el 0,67 % eran amerindios, el 0,34 % eran asiáticos, el 0,51 % eran de otras razas y el 1,4 % eran de una mezcla de razas. Del total de la población el 1,35 % eran hispanos o latinos de cualquier raza.